# Copa dos Campeões Estaduais Rio-São Paulo de 1931
A Copa dos Campeões Rio-São Paulo de 1931 ou Taça dos Campeões Estaduais Rio–São Paulo de 1931 foi um torneio interestadual histórico que envolveu os campeões dos estados de Rio de Janeiro e São Paulo. A competição foi disputada entre o Botafogo, vencedor do Campeonato Carioca de 1930, e o Corinthians, tricampeão paulista (1928, 1929 e 1930). Este torneio teve grande relevância na época, visto que reunia duas equipes de grande porte do futebol brasileiro.
O primeiro jogo da série, realizado em São Paulo no dia 2 de abril de 1931, terminou com uma vitória do Corinthians por 2–0. O time paulista, que contava com jogadores de destaque como o goleiro Ruy e o atacante Araken, levou a vantagem para o segundo jogo, realizado em 6 de maio de 1931, em General Severiano, no Rio de Janeiro. Neste confronto, o Botafogo conseguiu uma grande recuperação, goleando o Corinthians por 7–1. Os gols da vitória histórica foram marcados por Nilo (4), Carvalho Leite (2) e Paulinho (1), em uma partida que ficou marcada pela superioridade do time carioca, que exibiu um futebol rápido e eficiente.
O Botafogo conquistou, assim, o título de Campeão da Copa dos Campeões Rio-São Paulo de 1931, mas o torneio nunca foi oficialmente reconhecido como um título nacional, por mais que estudiosos considere como uma precursora. A competição foi uma das várias disputas entre clubes de diferentes estados que surgiram nas primeiras décadas do futebol brasileiro, mas não se consolidou como uma competição de calendário fixo, como o Campeonato Brasileiro viria a ser mais tarde.
Além da vitória do Botafogo, o torneio de 1931 é lembrado pela grande goleada que o clube impôs ao Corinthians, um dos maiores times da época. Esse feito, junto com a performance de seus principais jogadores, como Nilo e Carvalho Leite, reforçou a posição do Botafogo como uma das grandes potências do futebol carioca e nacional no início dos anos 1930.

## Detalhes do torneio
O torneio se caracteriza como uma das várias experiências de competições interestaduais que antecederam o que mais tarde se tornaria o Campeonato Brasileiro de Futebol. O formato e a ausência de regularidade nas competições de clubes nacionais tornam a história de torneios como esse, junto a outras disputas de clubes, um período curioso da evolução do futebol brasileiro. A importância de títulos como o conquistado pelo Botafogo permanece um marco histórico, especialmente pelo caráter simbólico de reunir os campeões de dois dos maiores estados do país na época.[carece de fontes?]

## Partidas

### Jogo de ida
| 2 de abril    | Corinthians | 2 – 0     | Botafogo | Estádio da Floresta, São Paulo |
| 16:00 (UTC−3) | Filó Rato   | Relatório |          | Árbitro: BRA Virgílio Fredrigh |

### Jogo de volta
| 6 de maio     | Botafogo                                                                                           | 7 – 1     | Corinthians | Estádio de General Severiano, Rio de Janeiro    |
| 21:30 (UTC−3) | Nilo 32' · Nilo 50' · Carvalho Leite 60' · Nilo 62' · Paulinho 65' · Nilo 81' · Carvalho Leite 88' | Relatório | Bertone 18' | Público: 4,000 Árbitro: BRA Victorino Silvestre |

### Jogo desempate não ocorrido
O placar de 7–1 no segundo jogo não garantia o título ao Botafogo — com uma vitória para cada lado, o saldo de gols dava apenas a vantagem do empate aos botafoguenses em uma terceira partida. Só que o Corinthians abriu mão do jogo extra e as federações do Rio e de São Paulo oficializaram a entrega da taça daquele ano ao Botafogo.

## Campeão
| Copa dos Campeões Estaduais Rio-São Paulo de 1931 |
| ------------------------------------------------- |
| Botafogo (1º título)                              |